# Lista de prefeitos de Sete Lagoas
Esta é a lista de prefeitos e vice-prefeitos do município de Sete Lagoas, no estado brasileiro de Minas Gerais.
| Nº | Nome                                      | Partido | Vice-prefeito                                    | Início do mandato       | Fim do mandato          | Observações                                                        |
| 1  | João Antônio Avellar                      | PP      |                                                  | 3 de novembro de 1930   | 3 de janeiro de 1945    | Agente Executivo                                                   |
| 2  | Emílio Vasconcelos Costa                  | PSD     |                                                  | 4 de janeiro de 1945    | 5 de setembro de 1945   | Prefeito nomeado                                                   |
| 3  | José Abreu Paiva, Zico Paiva              | PSD     |                                                  | 6 de setembro de 1945   | 11 de fevereiro de 1946 | Prefeito nomeado                                                   |
| 4  | Emílio Vasconcelos Costa                  | PSD     |                                                  | 11 de fevereiro de 1946 | 30 de outubro de 1946   | Prefeito nomeado                                                   |
| 5  | José Evangelista França                   | UDN     |                                                  | 31 de outubro de 1946   | 31 de janeiro de 1951   | Prefeito eleito em sufrágio universal                              |
| 6  | João Herculino de Sousa Lopes             | PL      |                                                  | 31 de janeiro de 1951   | 31 de janeiro de 1955   | Prefeito eleito em sufrágio universal                              |
| 7  | Vasconcelos Costa                         | PSD     |                                                  | 1 de fevereiro de 1955  | 14 de maio de 1967      | Prefeito eleito em sufrágio universal                              |
| 8  | Afrânio de Avelar Marques Ferreira        | MDB     |                                                  | 15 de maio de 1967      | 16 de fevereiro de 1971 | Prefeito eleito em sufrágio universal                              |
| 9  | Alberto Moura                             | ARENA   |                                                  | 17 de fevereiro de 1971 | 31 de janeiro de 1973   | Prefeito eleito em sufrágio universal                              |
| 10 | Sérgio Emílio Brant                       | MDB     |                                                  | 31 de janeiro de 1973   | 31 de janeiro de 1977   | Prefeito eleito em sufrágio universal                              |
| 11 | Afrânio de Avelar Marques Ferreira        | MDB     |                                                  | 31 de janeiro de 1977   | 31 de janeiro de 1983   | Prefeito eleito em sufrágio universal                              |
| 12 | Marcelo Cecé                              | PMDB    |                                                  | 1º de fevereiro de 1983 | 31 de dezembro de 1988  | Prefeito eleito em sufrágio universal                              |
| 13 | Sérgio Emílio Brant                       | PMDB    |                                                  | 1º de janeiro de 1989   | 31 de dezembro de 1992  | Prefeito eleito em sufrágio universal                              |
| 14 | Múcio José Reis                           | PMDB    |                                                  | 1º de janeiro de 1993   | 31 de dezembro de 1996  | Prefeito eleito em sufrágio universal                              |
| 15 | Marcelo Cecé                              | PTB     |                                                  | 1º de janeiro de 1997   | 31 de dezembro de 2000  | Prefeito eleito em sufrágio universal                              |
| 16 | Ronaldo Canabrava                         | PMDB    | Paulo Henrique Lanza dos Santos (PFL)            | 1º de janeiro de 2001   | 31 de dezembro de 2004  | Prefeito e vice eleitos em sufrágio universal                      |
| 16 | Ronaldo Canabrava                         | PMDB    | Leone Maciel Fonseca (PMDB)                      | 1º de janeiro de 2005   | 5 de abril de 2006      | Prefeito reeleito e cassado pela Câmara Municipal                  |
| 17 | Leone Maciel Fonseca                      | PMDB    | ——                                               | 6 de abril de 2006      | 31 de dezembro de 2008  | Vice-prefeito que assumiu por causa da cassação do prefeito        |
| 18 | Mário Márcio Campolina, Maroca            | PSDB    | Ronaldo João da Silva (PDT)                      | 1º de janeiro de 2009   | 31 de dezembro de 2012  | Prefeito e vice eleitos em sufrágio universal                      |
| 19 | Marcio Reinaldo Dias Moreira              | PP      | Ronaldo João da Silva (PDT)                      | 1º de janeiro de 2013   | 31 de dezembro de 2016  | Prefeito eleito e vice reeleito em sufrágio universal              |
| 20 | Leone Maciel Fonseca                      | PMDB    | Duílio de Castro Faria (PMN)                     | 1º de janeiro de 2017   | 7 de março de 2019      | Prefeito e vice eleitos em sufrágio universal cassados os mandatos |
| 21 | Cláudio Henrique Nacif Gonçalves Caramelo | PRB     | ——                                               | 22 de março de 2019     | 28 de maio de 2019      | Prefeito interino                                                  |
| 22 | Duilio de Castro Faria [12]               | PATRI   | ——                                               | 29 de maio de 2019      | 31 de dezembro de 2020  | Prefeito eleito reempossado em 28/05/2019 pelo TSE                 |
| 22 | Duilio de Castro Faria [12]               | PATRI   | Euro de Andrade Alves (PP)                       | 1º de janeiro de 2021   | 31 de dezembro de 2024  | Prefeito reeleito em sufrágio universal                            |
| 23 | Douglas Melo                              | PSD     | Euro de Andrade Lanza, Dr. Euro - Eurinho (REDE) | 1° de janeiro de 2025   | Atualidade              | Prefeito e vice eleitos em sufrágio universal                      |